# علی جوکار
علی جوکار یک بازیکن فوتبال ایرانی است که در پست دفاع وسط و هافبک تدافعی بازی می‌کند. وی در باشگاه فوتبال الشحانیه در لیگ ستارگان قطر هم‌بازی رامین رضاییان است.

وی همچنین سابقه بازی در تیم نوجوانان استقلال تهران را نیز دارد.